# Fire Over England
Fire Over England (titulada Inglaterra en llamas en Español) es una película británica de 1937, dirigida por William K. Howard, con guion de Clemence Dane basado en la novela Fire Over England de A. E. W. Mason. Es un drama histórico que transcurre durante el reinado de Isabel I de Inglaterra y que se centra en la victoria de Inglaterra sobre la Armada Invencible.
La película es famosa porque fue donde se conocieron e iniciaron su romance Laurence Olivier y Vivien Leigh, a pesar de que Olivier todavía estaba casado con la actriz Jill Esmond. La actuación de Leigh ayudó a convencer a David O. Selznick para que la escogiera como Scarlett O'Hara en su producción de Lo que el viento se llevó. 

## Argumento
En el siglo XVI, durante la guerra con España por la supremacía de los mares, Inglaterra se enfrenta a la posibilidad de un conflicto naval con la poderosa armada española. Un joven oficial de la marina de Isabel I es enviado a España para descubrir cuándo será el ataque y quién, entre los aristócratas británicos, está traicionando a la Corona.

## Reparto
- Flora Robson como la reina Isabel I de Inglaterra.
- Raymond Massey como el rey Felipe II de España.
- Leslie Banks como 'Robin', primer conde de Leicester.
- Laurence Olivier como Michael Ingolby.
- Vivien Leigh como Cynthia.
- Morton Selten como Lord Burleigh.
- Tamara Desni como Elena.
- Lyn Harding como Sir Richard Ingolby.
- George Thirlwell como Mr. Lawrence Gregory
- Henry Oscar como el embajador español.
- Robert Rendel como Don Miguel.
- Robert Newton como Don Pedro.
- Donald Calthrop como Don Escobal.
- Charles Carson como el almirante Valdez.
- James Mason como Hillary Vane, un traidor inglés.

## Producción
Con Glorianna como título provisional, la fotografía principal tuvo lugar en los Denham Studios, donde se utilizó un gran tanque de agua para filmar los modelos de barcos que representan a la Armada Invencible y los defensores de la marina inglesa. Originalmente Conrad Veidt iba a protagonizar la película, pero Alexander Korda vio la producción como un medio ideal para el camino al estrellato de Vivien Leigh, que estaba bajo contrato con Korda. Además del drama histórico que se representaba, la película era también un romance de época que sirvió para mostrar juntos a Leigh y Olivier, que mantenían un romance en la vida real.

## Recepción
Fue la primera película británica que tuvo su estreno en Estados Unidos en Los Ángeles. En general, la película obtuvo críticas positivas. La revista Variety decía en su reseña: «Es una magnífica y dramática glorificación de la reina Bess. Tiene una sucesión de escenas brillantemente representadas, riqueza de dicción, extractos puntuales de la historia inglesa y una serie de planos impresionantes». El Comité de Cine de la Sociedad de Naciones le concedió la Medalla de Honor del Cine de 1937.